# Anton Schindler

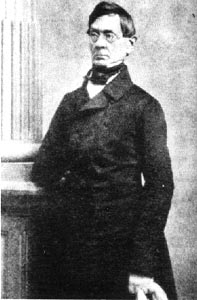
Anton Schindler

Anton Felix Schindler (13. června 1795, Medlov u Uničova - 16. ledna 1864 Frankfurt-Bockenheim) byl rakouský hudebník a hudební spisovatel původem z Moravy.

## Život
Schindler byl synem Josepha Schindlera, „ředitele císařské královské střední školy v Uničově“ a jeho manželky Susanny roz. Krestinové. 
Navštěvoval gymnázium v Olomouci a od podzimu 1813 studoval práva a filozofii na Vídeňské univerzitě.
V roce 1817 přijal místo v kanceláři advokáta Dr. Johanna Baptisty Bacha (1779–1847), který byl od roku 1819 právním poradcem Ludwiga van Beethovena.
Od roku 1822 byl Schindler prvním houslistou a ředitelem orchestru v Josephstadtském divadle a v letech 1825 až 1827 ve stejné pozici v divadle U Korutanské brány. Od podzimu 1827 do jara 1829 žil se svou sestrou v Pešti, poté od roku 1832 působil jako hudební ředitel v Münsteru a od roku 1835 do roku 1840 jako hudební ředitel symfonického orchestru v Cáchách a jako kapelník v tamní katedrále Panny Marie. V letech 1841/42 pobýval v Paříži, v roce 1843 v Berlíně, od roku 1848 žil ve Frankfurtu nad Mohanem/Bockenheimu.

### Vlastní tvorba
Schindler také napsal několik skladeb, včetně písní, klavírních děl, smyčcového kvarteta a dvou mší pro sbor a orchestr. Úspěšná byla zejména jeho Mše č. 1 d moll, která měla premiéru v Cáchách v prosinci 1837. Dle cášský korespondenta Berlinische Nachrichten se mše stala velkou senzací, zejména část Credo, která publikum okouzlila nejvíce.Další představení následovalo 4. listopadu 1839 ve vídeňském kostele svatého Karla Boromejského. Schindler věnoval mši papeži Řehořovi XVI., který před vídeňským představením přijal věnování a pověřil papežského hudebního ředitele, aby si u autora vyžádal zkomponování další mše. To vzbudilo v tehdejším tisku velkou pozornost, protože žádné „dílo německého skladatele nebylo dosud uvedeno v bazilice sv. Petra v Římě.“  Není však známo, zda papežský kapelník Giuseppe Baini, Schindlerovu mši v bazilice svatého Petra skutečně provedl. 

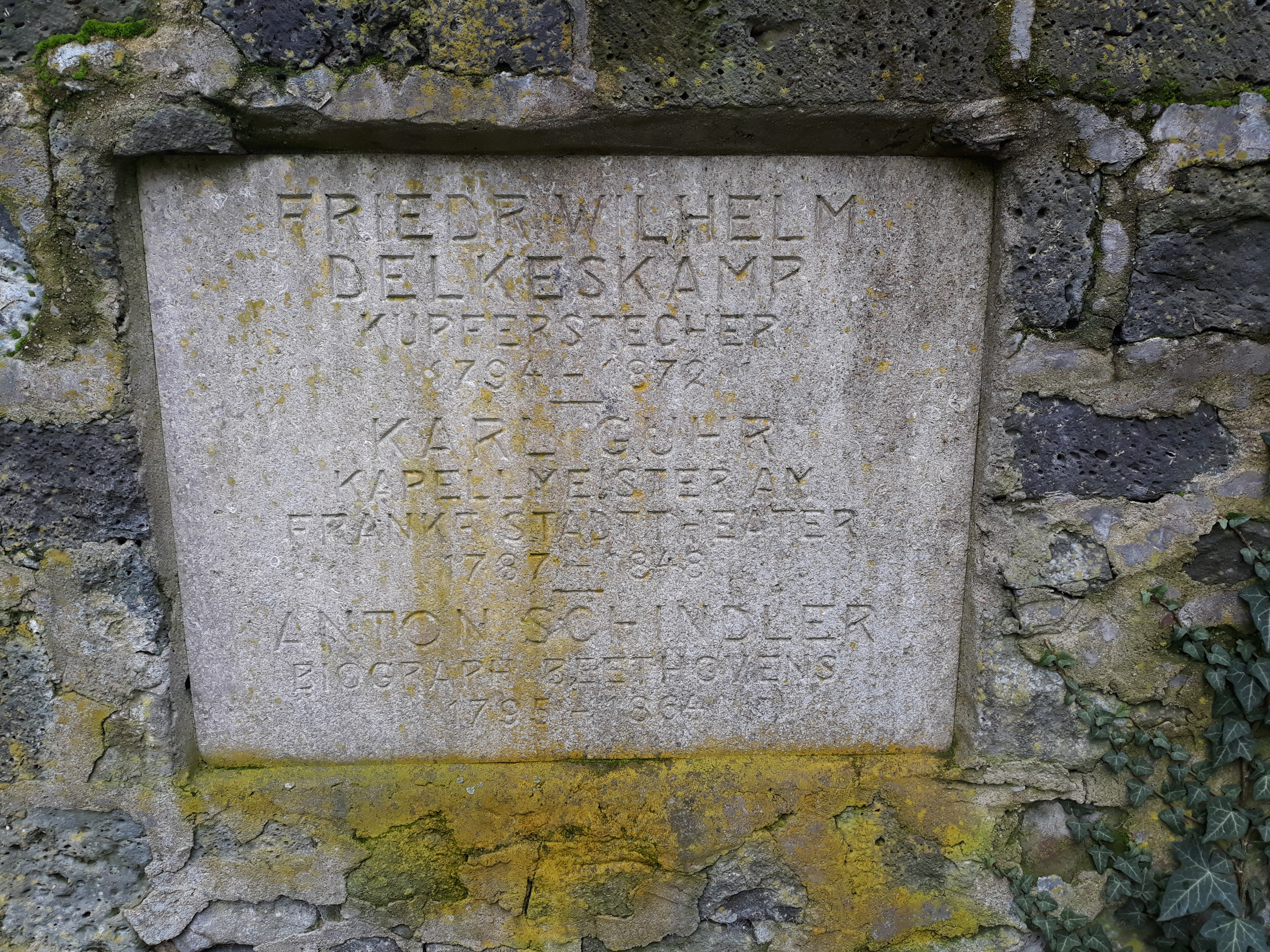
"Životopisec Beethovena": Pamětní deska na Schindlerově hrobě na starém hřbitově Bockenheim ve Frankfurtu nad Mohanem.

## Spisy
Schindlerův věhlas je založen především na jeho blízké známosti s Ludwigem van Beethovenem, s nímž se setkal na podzim roku 1822 a převzal jeho sekretářské povinnosti. Stal se také prvním skladatelovým životopiscem. Jeho skladatelova biografie byla vydána v roce 1840 a rozšířena v roce 1860. Je však považována za velmi nespolehlivou, neboť Schindler byl rád středem pozornosti. Jeho tvrzení, že byl Beethovenovým přítelem, lze jen stěží sladit s fakty. Aby podpořil svá tvrzení, neostýchal se provádět následné zápisy do Beethovenových sešitů konverzací a falšovat další dokumenty.
- Biographie von Ludwig van Beethoven. Mit dem Portrait Beethovens und 2 Facsimiles, Münster: Aschendorff 1840 (Volltext in der Google-Buchsuche)
- Beethoven in Paris, nebst anderen den unsterblichen Tondichter betreffenden Mittheilungen und einem Facsimile von Beethoven's Handschrift. Ein Nachtrag zur Biographie Beethoven's, Münster: Aschendorff 1842
- Biographie von Ludwig van Beethoven. Zweite, mit zwei Nachträgen vermehrte Ausgabe, Münster: Aschendorff 1845
- Biographie von Ludwig van Beethoven, 3., neu bearbeitete und vermehrte Aufl., 2 Bände, Münster: Aschendorff 1860
- Marta Becker (Hrsg.), Anton Schindler, der Freund Beethovens. Sein Tagebuch aus den Jahren 1841–43, Frankfurt/M. 1939

## Hudební díla (výběr)
V tisku vyšla tato díla:
- Lieder und Gesänge für Gesang und Klavier, gewidmet Laura Iven geb. von St. Aubin, Bonn: F. J. Mompour, Oktober 1838 (= 1. Liederheft)
  - Liebeswahnsinn („Die Nacht ist graus“) – Warum? („Ich kenn’ ein Aug’, das Alles spricht“) – An die heilige Jungfrau („O heil’ge Jungfrau keusch und rein“) – Wohl und Weh („Im Schatten der Bäume“) – Die Liebe („Welche Freude schlägt und hallet“) – Verlornes („Schade ist’s um jede Blüthe“)
- Wanderlieder in neun Situationen von Adolf Schwarz, gewidmet Therese von Sartorius geb. Freiin von Eynatten, Bonn: F. J. Mompour, Dezember 1838 (= 2. Liederheft)
  - Abschied („Der Morgen graut“) – Wohin? („Wohin, wohin die Schritte lenken“) – Sonnenaufgang („Die Sonne will sich erheben“) – Im Walde („Im Walde unter der Eiche“) – Abschied („Die Sonne legt sich nun zur Ruh“) – Der Sturm („Der Sturm heult durch den Wald“) – Einladung („Komm müder Wandrer“) – Beim Wiedersehn des Rheins („Ihr rebenumwundenen Hügel“) – Dort an dem Wasserfalle
- Lieder und Gesänge für Gesang und Klavier, gewidmet Angelica Lueder, Bonn: F. J. Mompour, Mai 1839 (= 3. Liederheft)
  - Oft in stiller Mitternacht – Sänger’s Glück („In die Saiten greif’ ich kühn“) – Ihr Auge („Einen schlimmen Weg ging gestern ich“) – Der Lockende („Willst kommen zur Laube“) – Liebe und Treue. Ariette („Mein Herz ist schwer“) – Bescheidener Wunsch („Hätt’ ich, was ich oft verlangte“)

Beethovenův dům v Bonnu má také rukopisy některých děl:
- Smyčcový kvartet d-moll, 1822 (BH 261)
- Sonáta d-moll/F-Dur pro klavír, 1833 (BH 263)
- Mše č. 1 d-moll pro smíšený sbor a orchestrr, 1824/26 (Kyrie, Gloria a Credo) a 1836/37 (Sanctus, Benedictus, Agnus dei a Donna nobis pacem a nové Gloria) (BH 264 a a BH 264 b)
- Mše č. 2 Es-Dur pro smíšený sbor a orchestrr, 1836/37 (BH 265)